# Ammerndorf
Ammerndorf è un comune-mercato di 2 043 abitanti, situato nel Land tedesco della Baviera.